# أدريان بيدل
أدريان بيدل (بالإنجليزية: Adrian Biddle)‏ هو مصور سينمائي ومصور بريطاني، ولد في 20 يوليو 1952 في لندن في المملكة المتحدة، وتوفي بنفس المكان في 7 ديسمبر 2005 بسبب نوبة قلبية.

## وصلات خارجية
- أدريان بيدل على موقع IMDb (الإنجليزية)
- أدريان بيدل على موقع ألو سيني (الفرنسية)
- أدريان بيدل على موقع أول موفي (الإنجليزية)
- أدريان بيدل على موقع قاعدة بيانات الأفلام السويدية (السويدية)
- أدريان بيدل على موقع قاعدة بيانات الفيلم (الإنجليزية)
- أدريان بيدل على موقع كينوبويسك (الروسية)